# Fricativa faringale sorda
La fricativa faringale sorda è una consonante fricativa presente in alcune lingue, soprattutto nelle lingue semitiche. In base all'alfabeto fonetico internazionale (IPA) tale fono è rappresentato col simbolo ħ.
Nella lingua italiana, che non contempla suoni faringali, la fricativa faringale sorda è di conseguenza assente.

## Caratteristiche
La fricativa faringale sorda presenta le seguenti caratteristiche:
- il suo modo di articolazione è fricativo, perché questo fono è dovuto alla frizione causata dal passaggio ininterrotto di aria attraverso un restringimento del cavo orale;
- il suo luogo di articolazione è faringale, perché nel pronunciare questo suono la lingua viene appoggiata alla faringe;
- è una consonante sorda, in quanto l'emissione di tale suono avviene senza far vibrare le corde vocali.

## Altre lingue

### Arabo
In arabo, tale fono è reso graficamente con la lettera ⟨ﺡ⟩.

### Maltese
- In maltese, la fricativa faringale sorda è resa con la lettera ⟨ħ⟩ (analoga a quella usata dall'IPA).
- baħar "mare"
- Mellieħa "Mellea"